# Richard Simmons
Milton Teagle "Richard" Simmons (n. 12 iulie 1948, Orleans Parish⁠(d), Louisiana, SUA – d. 13 iulie 2024, Los Angeles, California, SUA) a fost un actor american de film, televiziune, și voce.

## Legături externe
Materiale media legate de Richard Simmons la Wikimedia Commons
- Richard Simmons la Internet Movie Database